# Raj-Koti
Saluri Koteswara Rao y Thotakura Somaraju, popularmente conocidos como Raj-Koti, fue un dúo de compositores musicales, escritores y cantantes, además eran productores de discos, músicos y multinstrumentistas que trabajaron pare el Cine Telugu.  En una carrera notable abarcaba una década, el dúo ha cosechado especial reconocimientos por la redefinición de la música contemporánea cine Telugu.
El compositor AR Rahman, ha trabajado como actor principal, además era uno consejero del dúo Raj-Koti durante ocho años. En una entrevista de televisión, transmitido por red "ABN Andhrajyothy", el dúo anunció que se han unido de nuevo en 2012 y restablecer la marca bajo el mismo nombre del dúo "Raj-Koti".  Saluri Koteswara Rao era hijo de S. Rajeswara Rao y Thotakura Somaraju era hijo de TV Raju, los pioneros de la música de la música clásica del cine Telugu.

## Premios
Nandi Awards
- Nandi Award for Best Music Director - 1994 - Hello Brother

## Filmografía
- Rikshavodu
- Hello Brother
- Shatruvu
- Kodama Simham
- Yamudiki Mogudu
- Todi Kodallu
- Silaa Saasanam
- Peddarikam
- College Bullodu
- Bangaru Bullodu
- Anna Thammudu
- Muta Mestri
- Raja Vikramarka
- Govinda Govinda
- Seetharatnam Gari Abbai
- Lankeshwarudu
- Khaidi No.786
- Bhale Maavayya
- Jailor Gari Abbayi
- Akka Mogudu
- Naa Pilupe Prabhanjanam
- Jayammu Nischayammu Raa!
- Bhale Bullodu
- Bangaru Kutumbam
- Vivaaha Bhojanambu
- Bala Gopaludu
- Trinetrudu
- Paramasivudu
- Jamba Lakidi Pamba
- Collector Gaari Alludu
- Balarama Krishnulu
- Pralaya Garjana
- Sahasam Cheyara Dimbhaka
- Choopulu Kalasina Shubhavela
- Two Town Rowdy
- Manchi Kutumbam
- Bhale Dampathulu
- Vicky Dada
- Udhyamam
- Qaidi Dada
- Iddaru Iddare
- Karthavyam
- Sivasakthi
- Naa Pellam Naa Ishtam
- Ahankari
- Praana Daata
- Parugo Parugu
- Ish Gup Chup
- Aasayam
- Aagraham
- Pokiri Raja
- Super Mogudu
- Ek Anari Do Khiladi